# Apostol (együttes)
Az Apostol egy 1970 óta működő magyar könnyűzenei együttes.

## Története
1970-ben alakultak Budapesten. Felléptek Salgótarjánban, az amatőr könnyűzenei fesztiválon, ahol aranydiplomát nyertek. Először ideiglenes működési engedéllyel kezdtek játszani Balatonföldváron, a Balatongyöngye étteremben. A felállás ekkor a következő volt:
- Németh Zoltán (zongora, zenekarvezető)
- Debreceni László (basszusgitár)
- Deák János (szaxofon)
- Kozma András (gitár)
- Szalánczy Ferenc (harsona)
- Peterdi Mihály (dob)

Deák Béla gitáros az év őszén került a csapatba, a dobos pedig Nagy Béla lett. Szerepeltek a Fővárosi Tanács Gerlóczy utcai klubjában, valamint a BME Vár-klubjában is. Ugyanezen őszön meghirdettek egy országos könnyűzenei fesztivált, melynek 1971 májusában Salgótarjánban rendezték a döntőjét. Decemberben csatlakozott hozzájuk Deák Mihály (dob), 1971 januárjában pedig Deseő Attila (szaxofon). Miután a salgótarjáni döntőn győzelmet arattak, Georgie Fame-mel és Alan Price-szal közösen léptek fel a Kisstadionban. Ekkortájt kezdett körvonalazódni a zenekar stílusa. Jazzrockot játszottak, példaképeik a Chicago és a Blood, Sweat & Tears volt, igyekeztek ezek hangzását és színvonalát átvenni.
1971 szeptemberében Lifka Mihály (trombita) került Deák helyére a zenekarba, decemberben pedig Makrai Pált (gitár) szerződtették Kozma András helyére. Egy éven keresztül játszottak ebben az felállásban. Az 1970-es évek elején elsősorban külföldi fellépéseik voltak (NSZK, Svájc és Svédország), Magay Klementina, Kassai Katalin, és Babits Marcella énekeltek a formációban. A szaxofonos és a trombitás helyére Gábor István és Nagy József került. 1972 szilveszterén az együttes Németországban zenélt, 1973 májusában svéd turnéjuk végéhez értek. Nagy József (trombita) Svájcba távozott, ami után az együttes nem léphetett fel nyugaton. Szalánczy (harsona) kivált a csapatból és a Magyar Állami Operaházban zenélt tovább, Debreceni (basszusgitár) egy másik zenekarral külföldre indult. 1973 májusában Csiba József (trombita), szeptemberben pedig Szalánczy helyett Pete László (harsona) csatlakozott hozzájuk, Debreceni helyére pedig a korábban kivált Kozma András (basszusgitár) került.
1973 végén Meződi József (ének) is belépett a zenekarba, innentől a dzsessz helyett inkább a szórakoztató műfaj irányába mozdult el az együttes. 1974 májusában megnyerték az „Európai Extraklasszis” elismerést a csehszlovákiai nemzetközi jazzfesztiválon. 1974 júniusában alakult meg Koncz Zsuzsa kísérőzenekara, a Korál, amelybe Makrai és Kozma belépett, őket Felkai Miklós (gitár) és Heilig Gábor (basszusgitár) helyettesítette. 1975-ben részt vettek a Made in Hungary táncdalversenyen a Nehéz a boldogságtól búcsút venni című dalukkal. 1976-ban Deák helyére Veszelinov András (dob) került, Heiliget Gombos Géza (basszusgitár), Csibát pedig Kovács János (trombita) váltotta.
A dzsesszirányzatot képviselő zenészek 1979-ben végleg otthagyták az együttest, mely ezután Németh Zoltán, Meződi József, Pete László, Veszelinov András, Baranski László (gitár), Szaniszló Lajos (trombita) felállásban működött tovább. 1980-ban kijutottak az Egyesült Arab Emirátusokba, s bejárták a Szovjetuniót. 1981-től a Rock Színház zenekaraként játszottak. 1984-ben Veszelinov András kilépett, Szabó Ferenc (dob) érkezett a helyére, az együttes pedig egyre inkább a színházi világ felé kacsintgatott, fellépéseik ritkultak. 1999. március 19–20-án Demis Roussosszal közösen zenéltek a Budapest Sportcsarnokban. 2004. november 13-án a Budapest Sportarénában volt koncertjük.

## Elismerések
- Szenes Iván Életmű-díj (2015)
- Győr Ezüst Emlékérem (2018)
- Magyar Arany Érdemkereszt az Apostol együttes tagjainak (2020)

## Diszkográfia

### Nagylemezek
- A létrán (Hungaroton–Pepita, 1978: LP, MC, 2004: CD)
- Apostol 2. (Hungaroton–Pepita, 1980: LP, MC)
- Számtan (Hungaroton–Favorit, 1984: LP, MC)
- Ne felejts el soha szeretni (Warner-Magneoton, 1999: CD, MC)
- Boldogság sziget (Tom Tom, 2004: CD)
- Szívek dallama (Hungaroton, 2011: CD)

### Kislemezek
- A cirkuszi kikiáltó/Az esti utcán (1971)
- Vándor, milyen az út?/Ki lehet a párja? (SP 970, 1972)
- Hívj fel/Visszatér (1973)
- Sír a harang/Bugatti (1974)
- Okosabban kéne élni (1974)
- Nehéz a boldogságtól búcsút venni (A oldal: Kovács Kati: Találkozás egy régi szerelemmel, Pepita, SP 70179, 1975)
- Gyere, gyere gyorsan (1975)
- A legtöbb ember/Búcsúzik a nyár (Pepita, SPS 70250, 1977)
- Te úgy mentél el (Metronóm ’77, 1977)
- A harcot feladom/Én neked adnám azt is, ami nincsen (1978)
- Csak a zene segít (1978)
- Ez az a tánc/Halld a szívek dallamát (1979)
- Fény az arcodon (1980)
- Ne bántsd a tangót (1982)

### Válogatás- és koncertalbum
- Aranyalbum (1996)
- Nehéz a boldogságtól búcsút venni (1998)
- Koncertalbum (Warner-Magneoton, 1999)

### Közreműködőként
- 1972: Modern Jazz Anthology X. (Tudathasadás)
- 1976: Made in Hungary (Homokvár, légvár, kártyavár)
- 1977: Tessék választani! (Nincs szerencsém)
- 1982: Tessék választani! (A szívedet ne zárd el)

### Kiadatlan rádiófelvételek
- 1972: Tavaszi ubiosztag (Debreczeni László–Horváth Zoltán)
- 1975: Egyszer majd jön valaki (Neményi T.)
- 1975: Egészen más vagy (Surányi G.–Vass V.)[1]
- 1977: Nekem a tenger a Balaton
- 1978: Amíg te nem voltál
- 1979: Nincs messze a cél
- 1983: Hétszínvirág (Made in Hungary)
- 1983: Válaszút (Pugacsova–Rátai János, Slágerbarátság)
- 1985: Lesz mindig szépségideál
- 1986: (Tessék választani!)
- Barátom, jól vigyázz (Fáy András–Neményi Tamás)[2]

## Portré
- Hogy volt?! – Az Apostol együttes (2018)